# Heinz-Otto Fabian
Heinz-Otto Fabian (1 de março de 1918 - 16 de setembro de 1990) foi um oficial alemão que serviu no Deutsches Heer durante a Segunda Guerra Mundial. Foi condecorado com a Cruz de Cavaleiro da Cruz de Ferro com Folhas de Carvalho.

## Condecorações
| Cruz de Ferro (1939) 2ª Classe                                   | 1 de janeiro de 1941  |
| Cruz de Ferro (1939) 1ª Classe                                   | 3 de outubr de 1941   |
| Distintivo de Feridos (1939) Em Prata                            |                       |
| Cruz Germânica em Ouro                                           | 8 de dezembro de 1942 |
| Medalha de Prata de Valor Militar                                | 1943                  |
| Cruz de Cavaleiro da Cruz de Ferro                               | 15 de março de 1943   |
| Cruz de Cavaleiro da Cruz de Ferro com Folhas de Carvalho nº 522 | 9 de julho de 1944    |